# Fernaldanna indentata
Fernaldanna indentata är en insektsart som först beskrevs av Green 1900.  Fernaldanna indentata ingår i släktet Fernaldanna och familjen pansarsköldlöss. Inga underarter finns listade i Catalogue of Life.